# 獅頭 (新埤鄉)
獅頭，位於臺灣屏東縣新埤鄉箕湖村，指箕湖村的一個臺灣原住民馬卡道族聚落。為鳳山八社力力社:79或茄藤社:636社民之後裔。

## 歷史
根據日治時期的考察，清乾隆四十四年（1779)，馬卡道族力力社不願歸順的社民遭朝廷武力壓制，居民四散至獅頭、赤山、加匏朗等地:79；或說由林萬掌帶兵驅逐。而獅頭之名最早見於1894年的《鳳山縣採訪冊》，裡頭有獅頭庄一地之記載。獅頭庄之名來自於從餉潭往此處望有一座狀似獅子頭的小山。日治初期鹿場角遭到日軍武力鎮壓而廢庄，許多社民遷至獅頭:637。昔日有下獅頭、頂獅頭兩庄，後來頂獅頭數戶居民遷入下獅頭居住。
日治時代，獅頭隸屬餉潭村；國民政府來台之後，改隸箕湖村。今日獅頭社區將近一千人，與附近的村落如餉潭、糞箕湖都是馬卡道族居民為主之村落。居民多為潘姓。次大姓為王姓，大多來自於鹿場角:637。

## 人口
西元1897年，日本政府所做的熟番社數及人口調查中，獅頭庄、獅頭新庄、鹿場角三村落被列入港東一帶平埔番社，分別有十七戶一百零七人、八戶二十人與三十三戶三百三十九人
。